# Vert impérial

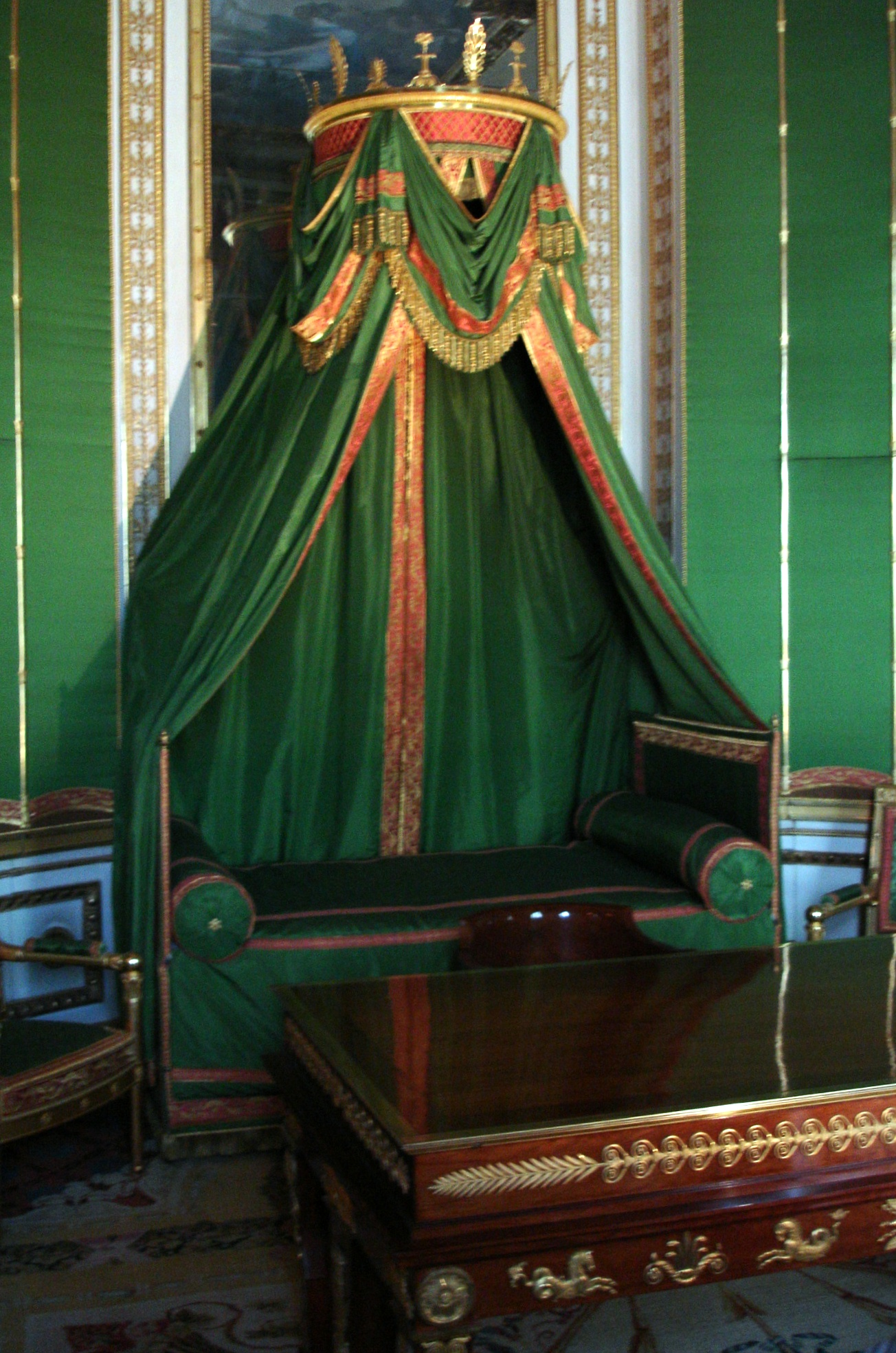
Lit vert de Napoléon Ier au château de Fontainebleau.

L'expression vert impérial est un nom de couleur en usage en France au XIXe siècle dans le domaine de la décoration et de la mode pour désigner un vert foncé associé à la décoration de style Empire.

« Les tentures étaient en damas vert impérial avec un semis d'abeilles d'or »

— Le Monde Illustré, 1858
Sous le Premier Empire, il fut question de remplacer le drapeau tricolore adopté par la Révolution française par un drapeau impérial vert ; cette proposition n'eut pas de suite.
Pendant le Second Empire, l'industrie chimique naissante a créé de nouveaux colorants, vendus souvent sous des noms commémoratifs. Le vert impérial a été le nom commercial du vert de chrome appliqué à l'impression des tissus et des papiers. Mais un vert impérial produit avec un arséniate de cuivre, le vert de Paris ou de Schweinfurt, était aussi en vente. Après la guerre de 1870 et la chute du régime impérial, le mot impérial n'a plus d'intérêt commercial, et les colorants organiques dominent la teinturerie, avec d'autres noms. Le vert d'oxyde de chrome hydraté sera désormais vendu sous le nom de vert Guignet ou vert émeraude (PRV2, p. 94).
L'expression a pu servir aussi auparavant, sans doute par association avec le jaune impérial, à désigner une teinte de porcelaine chinoise.
On trouve encore la dénomination vert impérial dans des catalogues contemporains : 
| vert impérial | 608 vert impérial |
|               |                   |

Sans doute peut-on également y assimiler :
| 991 vert empire | 290 vert empire |
|                 |                 |